# هنرهای رزمی ترکیبی پاکستان
هنرهای رزمی ترکیبی پاکستان (انگلیسی: Mixed Martial Arts Pakistan) یک سازمان پاکستانی برگزاری مسابقات هنرهای رزمی ترکیبی است که در سال۱۹۹۳ تأسیس شده و مقر آن در شهر لاهور است. این سازمان توسط بشیر احمد با هدف ارتقای سطح این ورزش در پاکستان، تأسیس شد.